# 造影剤
造影剤（ぞうえいざい）とは、画像診断の際に画像にコントラストを付けたり特定の組織を強調して撮影するために検査対象者に投与される医薬品である。組織そのものの写り方が変わるのではなく、生体組織とは写り方が大きく異なる物質を取り込ませることで、画像上その組織の写り方が大きく変化したように見えるのである。つまり、例えばX線を用いた撮影においてはX線をよく遮蔽する物質が使われる。いずれにしても生体に与える副作用の少ない物質が造影剤として選ばれ、ヨウ素化合物、バリウム化合物、ガドリニウム化合物、二酸化炭素などが用いられる。

## 分類
血管内に投与するもの
静脈に投与することで血管の豊富な組織を強調するほか、動脈の特定の部位に注入して透視することで動脈の血流を観察するのに使用する。非イオン性水溶性ヨード造影剤、水溶性ヨード造影剤、低浸透圧水溶性ヨード造影剤などが用いられる。
ヨウ素を使用しておりアレルギー反応が出現することがあるため、使用前に既往歴の問診が欠かせない。実際にアレルギーが出現し血圧低下などが起こった場合は、輸液やカテコールアミンの使用で対処する必要がある。
かつてはトロトラスト（二酸化トリウムコロイド）が用いられたが、トリウムの放射性に由来する発癌作用が発見されたため、現在では用いられていない。
消化管を造影するもの
経口から飲むほか、消化管内に挿入したチューブから注入したり、肛門から注入するなど、検査目的に応じて使用される。水に不溶性の硫酸バリウムと水溶性のヨード系のものがある。消化管穿孔がある場合（疑われる場合）には不溶性のものは使用できない。
脊髄内に投与するもの
腰椎穿刺により注入する。血管の造影剤同様に、メトリザミドなどの非イオン系のヨード造影剤が用いられるが、現在ではMRIの方が広く用いられる。かつてはイオフェンジラート（親油性ヨード化合物）が用いられていたが、水溶性が無いため体内除去が困難で、後遺症が問題となったため現在では用いられない。
MRI検査で使用するもの
ガドリニウム化合物はMRIの強いT1短縮効果を持ち、T1強調画像で高信号をしめすため、陽性造影剤として使用される。
心臓超音波検査で使用するもの
心臓内の血液の流れを可視化するため、マイクロバブルを含む超音波造影剤を静脈注射、また発泡剤を投与することで造影剤とすることがある。

## 副作用

### 病態生理

#### アナフィラキシーショック
あらゆる物質は、それに対する生体のアレルギー反応を起こしうる。造影剤も例外ではなく、アナフィラキシーショックを起こすリスクは他の薬剤に比べやや高い。なお血管に投与するタイプなどの一部の造影剤は、体内に投与されると体が熱く感じるが、これは血管が広がり血行が良くなることにより起こるためで、問題はない。

#### 造影剤腎症
ヨード造影剤は大部分が尿中排泄され、主に血管収縮による虚血と近位尿細管障害により腎毒性を引き起こす。特にイオン性のものは浸透圧性が高く、非イオン性より腎臓に負荷がかかりやすいとされている。
アナフィラキシーショックの呈する症状が激しいのに対し、こちらは個別の症例で予後に対する影響が緩やかであるために見過ごされて来た。2000年代になって大規模かつ長期の疫学調査により、特に重症患者において生命予後を数%とは言え有意に低下させることが示され、注目を集めるようになった。造影剤関連急性腎障害とも呼ばれる。

#### ヨウ素過剰症
一過性の甲状腺機能亢進症を発症することがある。

### 予防と治療
生理食塩水による補液、アセチルシステインによる解毒、重炭酸による腎機能の維持などが提唱されているが、本症自体が大規模な疫学調査によって初めて示された疾患であるので、有効性の立証も困難であり、論文によってその有効性の評価は分かれている。また病院によっては副作用予防のために撮影前にコップ1杯分の水を飲むように指示されることもある。